# Lim Giong
Dans ce nom chinois, le nom de famille, Lim, précède le nom personnel.
Lim Giong (chinois : 林強 — Pe̍h-ōe-jī : Lîm Kiông — pinyin : Lín Qiáng — Wade-Giles : Lin2-Qiang2 — également connu sous le nom de Lin Chiang), de son vrai nom Lin Zhifeng, est un acteur et artiste de musique électronique et de musique de film taïwanais, né le 7 juin 1964 à Changhua.

## Carrière
Son premier album, 向前走 (zh) (Marching Forward), sort le 7 décembre 1990 sous le label Rock Records. Lim Giong y chante, dans sa langue maternelle taïwanaise, le quotidien de ses compatriotes sur une musique rock. Le musicien se démarque ainsi des "vieilles chansons taïwanaises tristes", et participe au regain d'intérêt des Taïwanais pour les identités culturelles historiques de leur pays : cet album est a posteriori un exemple de l'hybridation culturelle élaborée par la culture populaire taïwanaise en réaction à la réification de la culture taïwanaise par le KMT. L'album connait un succès immédiat, et marque le début de ce que l'on appelle la « Nouvelle chanson taïwanaise », qui se caractérise par un mélange de rock, de rap et de ballade.
Lim Giong continue d'explorer cette combinaison de tradition et de modernité lorsqu'il compose, en 1992, la bande originale (en) de Dust of Angels (en) (少年吔，安啦！), premier long métrage du cinéaste Hsu Hsiao-ming (zh) (徐小明), sélectionné à la Quinzaine des réalisateurs de la quarante-cinquième édition du Festival de Cannes. Le film est co-produit par Hou Hsiao-hsien, avec qui Lim Giong devient ami : le cinéaste lui confiera un rôle dans son onzième film, Le Maître de marionnettes, en 1993.
La même année, Lim Giong sort son album 娯楽世界 (Entertainment World), enregistré en Angleterre : ses compositions s'imprègnent alors davantage des codes de la musique électronique, empruntant par exemple au drum and bass, au breakbeat, à l'ambient ou à l'electronica, proposant de cette manière une musique expérimentale empreinte de freestyle.
Quant à son amitié avec le cinéaste Hou Hsiao-hsien, elle lui permet de décrocher à nouveau un rôle sous sa direction, dans Goodbye South, Goodbye, en 1996, mais également d'en composer la bande originale. Il signera également la musique de Millennium Mambo, du même réalisateur, en 2001. Lim Giong en acquiert une notoriété dans le milieu du cinéma d'auteur, puisqu'il composera ensuite régulièrement pour le cinéaste Jia Zhangke, de The World en 2004 à A Touch of Sin, en 2013.
En 2005, il produit la musique de vidéos de 90 secondes pour le Musée national du Palais, qui fête ses 80 ans en octobre de cette année-là. Il est également engagé dans les activités des Creative Commons à Taïwan.

## Discographie

### Best-Of
- 2001 : 向前走林強 (The Best of Linchung)

## Filmographie

### Compositeur
- 1992 : Dust of Angels (en) (少年吔，安啦！), réalisé par Hsu Hsiao-ming (zh)
- 1996 : Goodbye South, Goodbye (南國再見，南國), réalisé par Hou Hsiao-hsien
- 2001 : Millennium Mambo (千禧曼波), réalisé par Hou Hsiao-hsien
- 2004 : The World (世界), réalisé par Jia Zhangke
- 2005 : Réflexions (愛麗絲的鏡子), réalisé par Yao Hung-i
- 2006 : Do Over (一年之初), réalisé par Cheng Yu-chieh
- 2006 : Still Life (三峡好人), réalisé par Jia Zhangke
- 2006 : Dong (东), réalisé par Jia Zhangke
- 2006 : Joyful Life (樂生), réalisé par Anita Chang
- 2006 : W@=d@, réalisé par Ralf Demesmaeker et Kristoff Leue
- 2007 : Useless (无用), réalisé par Jia Zhangke
- 2007 : Our Ten Years (我们的十年), réalisé par Jia Zhangke
- 2008 : Shanghai Trance, réalisé par David Verbeek
- 2008 : 24 City (二十四城), réalisé par Jia Zhangke
- 2009 : Yang Yang (阳阳), réalisé par Cheng Yu-chieh
- 2009 : Wet Nana Dreamscape, réalisé par Jimmie Wing
- 2009 : Judge (透析), réalisé par Jie Liu (ca)
- 2010 : R U There, réalisé par David Verbeek
- 2010 : I Wish I Knew - Histoires de Shanghai (海上传奇), réalisé par Jia Zhangke
- 2010 : Deep in the Clouds (碧罗雪山), réalisé par Jie Liu et Ni Cai
- 2011 : Mr. Tree ( Hello，树先生！), réalisé par Jie Han
- 2011 : Le village dans les nuages (司馬庫斯), réalisé par Dean Johnson et Frank Smith
- 2013 : Hanger, réalisé par Charlotte Lim
- 2013 : Forgetting to Know You (陌生), réalisé par Ling Quan
- 2013 : Sock'n Roll (臺灣黑狗兄), réalisé par Ho Chao-ti
- 2013 : EXpatZ, réalisé par Jimmie Wing
- 2013 : A Touch of Sin (天注定), réalisé par Jia Zhangke
- 2015 : Smog Journeys (人在霾途), réalisé par Jia Zhangke
- 2015 : The Assassin (刺客聶隱娘), réalisé par Hou Hsiao-hsien
- 2015 : Kaili Blues (路邊野餐), réalisé par Bi Gan
- 2015 : De Lan (德兰), réalisé par Jie Liu
- 2016 : The Priestess Walks Alone (我和我的T媽媽), réalisé par Huang Hui-chen
- 2016 : City of Jade (翡翠之城), réalisé par Midi Z
- 2016 : Adieu Mandalay (The Road to Mandalay, 再見瓦城), réalisé par Midi Z
- 2017 : The Gangsters Daughter (林北小舞), réalisé par Chen Mei-juin
- 2017 : Retour (回程列車), réalisé par HUANG Pang-Chuan
- 2018 : Chi-Yi (起義), réalisé par Lin Yu Ting
- 2018 : Les Éternels de Jia Zhangke
- 2018 : Last Year When the Train Passed by (去年火車經過的時候), réalisé par HUANG Pang-Chuan
- 2018 : Un Grand voyage vers la nuit, réalisé par Bi Gan
- 2024 : Les Feux sauvages de Jia Zhangke

### Acteur
- 1980 : The Master (背叛師門), réalisé par Lu Chin-ku ;
- 1993 : Le Maître de marionnettes (戲夢人生), réalisé par Hou Hsiao-hsien ;
- 1993 : Treasure Island (只要為你活一天), réalisé par Chen Kuo-fu ;
- 1995 : Good Men, Good Women (好男好女), réalisé par Hou Hsiao-hsien ;
- 1996 : Goodbye South, Goodbye (南國再見，南國), réalisé par Hou Hsiao-hsien ;
- 1999 : March of Happiness (en) (天馬茶房), réalisé par Lin Cheng-sheng ;
- 2001 : Betelnut Beauty (檳榔西施), réalisé par Lin Cheng-sheng ;
- 2001 : So-Called Friends (哥儿们), réalisé par Lien Chin-hua et Tai Tai-lung ;
- 2010 : I Wish I Knew - Histoires de Shanghai (海上传奇), réalisé par Jia Zhangke.